# Testamento di San Francesco
Il Testamento di san Francesco è uno degli scritti più importanti lasciati dal santo d'Assisi ai suoi confratelli.
(Francesco d'Assisi, Testamentum, 1-3 [FF 110]. trad.: F. Olgiati - C. Paolazzi)
Nel 1230, Papa Gregorio IX la bolla Quo elongati nega il valore giuridico del testamento e permette ai frati di ridurre le sofferenze fisiche che esso comportava, generando poi la disputa interna con il distacco degli Spirituali.

## Un solo testamento?
Il più noto testo di Francesco dal sapore di "testamento spirituale" è quello redatto nelle settimane immediatamente precedenti la sua morte, probabilmente nel settembre del 1226. In realtà, però, sono stati tramandati due diversi opuscula (scritti) chiamati entrambi "testamento". Accanto al più lungo e celebre testo, è stato conservato anche una breve testo, noto come il Testamento di Siena, dettato dal Santo nella primavera dello stesso anno. Il Santo si trovava nella città toscana di Siena quando, a seguito di un prolungato sbocco di sangue, i compagni temettero il peggio e gli chiesero di lasciare loro le sue "ultime volontà". Ecco di seguito il testo:
(Francesco d'Assisi, Testamento di Siena, [FF 132-135]. traduzione: Feliciano Olgiati e Carlo Paolazzi)
Alcuni dei temi di questo piccolo testamento ritornano, come dilatati e contestualizzati, nel più ampio e meditato testo definitivo.